# Аспаш (Горња Рајна)
Аспаш (фр. Aspach (Haut-Rhin)) је насељено место у Француској у региону Алзас, у департману Горња Рајна.
По подацима из 2011. године у општини је живело 1132 становника, а густина насељености је износила 269,52 становника/km².

## Демографија
| 1962. | 1968. | 1975. | 1982. | 1990. | 2011. |
| ----- | ----- | ----- | ----- | ----- | ----- |
| 548   | 568   | 629   | 758   | 887   | 1.132 |